# شيلدون رينولدز (عازف قيثارة جاز)
شيلدون رينولدز (بالإنجليزية: Sheldon Reynolds)‏ هو عازف جاز وكاتب أغاني أمريكي، ولد في 13 سبتمبر 1959 في سينسيناتي في الولايات المتحدة.

## وصلات خارجية
- شيلدون رينولدز على موقع ميوزك برينز (الإنجليزية)
- شيلدون رينولدز على موقع ديسكوغز (الإنجليزية)